# Mihael I., rumunjski kralj
Mihael I. (Sinaia, 25. listopada 1921. – Aubonne, Švicarska, 5. prosinca 2017.), posljednji rumunjski kralj, koji je vladao u dva navrat, prvo od 1927. do 1930., a zatim od 1940. do 1947. Bio je član dinastije Hohenzollern-Sigmaringen. Za vrijeme Drugog svjetskog rata bio je vođa državnog udara (1944.) kojim su prekinute veze Rumunjske i Sila osovine.

## Životopis

### Prva vladavina
Rodio se 1921. godine u Rumunjskoj, u obitelji oca prijestolonasljednika Karla i majke princeze Helene od Danske i Grčke. Nakon što je 1925. godine njegov djed, kralj Ferdinand I. prisilio svog sina Karla da se odrekne prava na prijestolje, maloljetni Mihael proglašen je djedovim nasljednikom.
Poslije djedove smrti 1927. godine, preuzeo je krunu, a jer je bio šestogodišnjak, vlast u njegovo ime preuzelo je regentsko vijeće koje su sačinjavali princ Nikola, Miron Cristea i Gheorghe Buzdugan. Međutim, nakon povratka njegova oca iz egzila u lipnju 1930. godine, Mihael je bio lišen krune, koja je pripala njegovu ocu, Karlu II.

### Druga vladavina
Nakon što je 1940. godine, kralj Karlo II. bio prisiljen abdicirati s prijestolja, Mihael je okrunjen za kralja, no stvarnu vlast u državi provodio je general Ion Antonescu, koji je zaveo vojnu diktaturu. Mihael se u međuvremenu povezao s opozicijom protiv Antonescuova režima te je 23. kolovoza 1944. godine dao uhititi generala Antonescua, zbacio vojnu vlast i preuzeo kontrolu nad državom.

### Pad monarhije i izgon kraljevske obitelji
Od kraja rat 1945. godine opirao se komunistima koji su zadobili vlast u Rumunjskoj, ali na naposljetku je, krajem 1947. godine bio prisiljen abdicirati i otići u izgnanstvo, imovina mu je zapljenjena i oduzeto mu je državljanstvo. Izbjegli bivši kralj oženio je 1948. godine princezu Anu of Bourbon-Parme te se naselio u blizu Ženeve u Švicarskoj i postao izvršni direktor jedne američke brokerske tvrtke. Iste godine odrekao se naslova rumunjskog kralja i počeo javno isticati naslov princa od Hohenzollerna. Nakon što je porekao svoj čin abdikacije, ponovno je počeo koristiti kraljevski naslov.
Godine 1955. par se preselio u Hampshire u Engleskoj, da bi se 1956. godine preselili natrag u Švicarsku. Mihael je s Helenom imao petero kćeri (Margareta, Helena, Irena, Sofija i Marija), što je unutar obitelji otvorilo prijepore o nasljeđivanju, jer su po zakonu iz 1923. godine, sva prava, ako kralj ne bi imao djecu, prelazila natrag na njemačku obitelj Hohenzollern.

### Pad komunističkog režima
Poslije pada diktatora Nicolaea Ceaușescua i komunističkog režima u Rumunjskoj 1989. godine, Mihael je pokušao u prosincu 1990. godine otputovati u zemlju, ali je uhićen i vraćen sa zračne luke natrag u Švicarsku. Godine 1992. rumunjska postkomunistička vlada dozvolila je Mihaelu posjet Rumunjskoj, ali kada je njegov govor s hotelskog balkona okupio gotovo milijun ljudi, vlada mu je zabranila daljnje posjete zemlji. Ipak, 1997. godine vraćeno mu je državljanstvo i dopušten povratak u zemlju, a 2000. godine vraćen mu je dio kraljevske imovine.
Zbog spora oko nasljeđivanja ukinutog prijestolja i krune, zavadio se s njemačkom lozom Hohenzollerna i odrekao obiteljskog prezimena i svih njemačkih titula. Godine 2016. povukao se iz javnog života da bi sljedeće godine umro. Na čelu rumunjske dinastije nasljedila ga je najstarija kći Margareta.